# Peter Lambert (aviron)
Peter Lambert, né le 3 décembre 1986, est un rameur britannique

## Palmarès

### Jeux olympiques d'été
| Discipline       | Rio 2016 Brésil |
| ---------------- | --------------- |
| Quatre de couple |                 |

### Championnats du monde
| Discipline       | Chungju 2013 Corée du Sud | Amsterdam 2014 Pays-Bas | Aiguebelette 2015 France |
| ---------------- | ------------------------- | ----------------------- | ------------------------ |
| Quatre de couple | Bronze                    | Argent                  |                          |

### Championnats d'Europe
| Discipline       | Séville 2013 Espagne | Belgrade 2014 Serbie | Poznań 2015 Pologne |
| ---------------- | -------------------- | -------------------- | ------------------- |
| Quatre de couple |                      | Argent               | Bronze              |